# 大阪中華学校
大阪中華学校（おおさかちゅうかがっこう、繁体字中国語: 大阪中華學校）は、大阪府大阪市浪速区にある中華民国（台湾）系の中華学校。各種学校となっている。
小学部・中学部・幼稚園部を設置し、華僑・華人への教育をおこなっている。もともとは大阪在住の華僑子弟への教育の目的で創設されたが、台湾および中国大陸からの来日者も受け入れている。
小学部では中華民国で発行されている教科書を主に使用している。また中学部では日本の高等学校への進学も視野に入れ、日本の文部科学省検定済教科書を主に使用している。また小学部より国語（中国語）をはじめ、英語・日本語の学習をおこなっている。
また近隣にある大阪市立敷津小学校との交流もおこなっている。

## 沿革
関西中華国文学校が1946年に開設されたことが、学校のはじまりとなっている。のちに現在の校名・大阪中華学校に改称している。
当初は大阪市西区・本田国民学校（現在の大阪市立本田小学校）の教室を借用していた。1953年には現在地に移転している。
また1953年には中華民国僑務委員会から「中華初級中学及付属小学」として承認を受けている。1995年には大阪府から学校法人の認可を受けている。

## 春節祭
毎年2月（旧正月）、大阪中華学校を会場に在阪華僑による春節祭が開かれる。華僑・華人だけでなく日本人も多数来場し、地域に開かれたイベントとなっている。

## 交通
- Osaka Metro御堂筋線・四つ橋線 大国町駅

・南海高野線今宮戎駅

## 関連文献
- 二宮一郎、"創立53年をむかえた大阪中華学校--1999年10月10日運動会見学記." 現代台湾研究 (19), 95-104, 2000-03. 台湾史研究会. See profile at CiNii.
- "民族学校を訪ねて(2)大阪中華学校." Sai 42, 31-33, 2002. 大阪国際理解教育研究センター. See profile at CiNii.